# Vincent Fleury
Pour les articles homonymes, voir Meyer et Fleury.
Vincent Fleury, est un biophysicien et écrivain français né le 20 décembre 1963 en Tunisie. Il est directeur de recherche au CNRS. Il publie également des romans, surtout policier et jeunesse, sous le pseudonyme de Vincent Meyer.

## Biographie
Vincent Fleury passe son enfance en Amérique du Sud. Alors qu'il est âgé de neuf ans, sa famille vient s'installer à Paris. Après être passé en classe préparatoire (taupe) au lycée Henri IV, il est reçu en 1984 à l'École polytechnique. En 1990, il obtient un doctorat en physique de l'École polytechnique, soutenant une thèse intitulée « Croissance par voie électrochimique d'agrégats métalliques ramifiés » ; il s’intéresse au développement embryonnaire, ses travaux portent sur l’auto-organisation des vaisseaux sanguins.
Il est directeur de recherche du CNRS en section 5, consacrée à la matière condensée. En 2003, il travaille à l'École polytechnique dans le laboratoire de physique de la matière condensée.
Il publie des ouvrages de vulgarisation scientifique.
Sous le nom de plume Vincent Meyer, il a également publié plusieurs romans, notamment policiers et pour enfants.

## Travaux de recherche

### Morphogenèse
Vincent Fleury est spécialiste de morphogenèse,.
Il étudie les mécanismes physiques de la croissance des cristaux et les bases physiques du développement embryonnaire dans le but de comprendre l'auto-organisation des vaisseaux sanguins.
Il propose également des thèses personnelles sur la formation et l'évolution des vertébrés tétrapodes.

## Œuvre littéraire
Sous le nom de plume de Vincent Meyer, Vincent Fleury écrit deux romans policiers, Rails et La Hotte, publiés au sein de la collection Série noire de l'éditeur Gallimard en 1998 et 2001.
Il se consacre également à la littérature d'enfance et de jeunesse en publiant Le Capteur de molécules chez Folio junior en 2002, et Feu mystérieux en Australie dans la collection de Nathan C'est pas sorcier en 2007.
En 2006, il publie Entresol, roman reprenant une mise en abyme et des aspects du roman policier, décrit par la critique comme un puzzle littéraire,.

### Ouvrages scientifiques comme auteur
- Arbres de pierre : la croissance fractale de la matière, Paris, Flammarion, 1998  (ISBN 2-08-211238-1)
- Des pieds et des mains : genèse des formes de la nature, Paris, Flammarion, 2003  (ISBN 2-08-210057-X) ; réédition, Paris, Flammarion, coll. Champs no 585, 2005  (ISBN 2-08-080128-7)
- De l'œuf à l'éternité : le sens de l'évolution, Paris, Flammarion, 2006  (ISBN 978-2-08-210560-6)
- La Chose humaine ou la Physique des origines, Paris, Vuibert, 2009  (ISBN 978-2-7117-2248-8)
- Les tourbillons de la vie ; une simple histoire de nos origines, Paris, Fayard, 2017  (ISBN 978-2-213-70184-4)

### Ouvrages scientifiques comme directeur de collection
- Métastases : vérités sur le cancer/ Laurent Schwartz/ (Prix Médec) sous la dir. de Vincent Fleury, Paris : Hachette littératures, 2001
- Regards sur l'éthique des sciences / Gérard Toulouse / sous la dir. de Vincent Fleury, Paris : Hachette littératures, 1998
- Il pleut des planètes / Alfred Vidal-Madjar / sous la dir. de Vincent Fleury, Paris : Hachette littératures, 1999
- Le grand massacre / François Ramade / sous la dir. de Vincent Fleury, Paris : Hachette littératures, 1999
- L'air et la ville / Isabelle Roussel et William Dabb / sous la dir. de Vincent Fleury, Paris : Hachette littératures, 2001
- L'état de plasma: le feu de l'univers/ Thierry Lehner / sous la dir. de Vincent Fleury, Paris : Hachette littératures, 2001
- L'espace les enjeux et les mythes / André Lebeau / (Prix Lapérouse) sous la dir. de Vincent Fleury, Paris : Hachette littératures, 2001

### Numéro spécial comme directeur éditorial
- Les formes de la vie, Numéro de : "Pour la science", ISSN 1246-7685, 44, 2004 – co-édité avec Yves Bouligand

### Traducteur de
- Opération Epsilon : les transcriptions de Farm Hall / introd. de Sir Charles Frank, Paris : Flammarion, 1993.  (ISBN 2-08-211218-7)
- La nouvelle physique / sous la direction de Paul Davies,... ; textes traduits de l'anglais par Françoise Balibar et Vincent Fleury ; [avant-propos de Pierre-Gilles de Gennes] ; Paris : Flammarion, cop. 1993, DL 1994 ;  (ISBN 978-2-25-715023-3) (rel.). -  (ISBN 978-2-25-715022-6) (br.) (Rassemble dix-huit contributions présentant l'état actuel de la physique dans ses domaines frontières et fondamentaux, dont celles de Stephen Hawking, Malcolm Longair, Chris Isham et Alan Guth. Trad. de : "The new physics”)
- Edwin Hubble : l'inventeur du big bang / Alexander S. Sharov et Igor D. Novikov ; Paris : Flammarion, DL 1995, cop. 1995 Collection Figures de la science ;  (ISBN 2-08-210268-8)
- La sixième extinction : évolution et catastrophes / Richard Leakey, Roger Lewin ; Paris : Flammarion, DL 1999, cop. 1997 ;  (ISBN 978-2-08-125241-7)

### Romans
Sous le nom de Vincent Meyer.
Romans policiers
- Rails, Paris, Gallimard, Série noire no 2504, 1998  (ISBN 2-07-049740-2)
- La Hotte, Paris, Gallimard, Série noire no 2599, 2001  (ISBN 2-07-049961-8)

Autres romans
- Entresol, Paris, M. Sell, 2006  (ISBN 2-35004-055-0)

Littérature d'enfance et de jeunesse
- Le Capteur de molécules, Paris, Gallimard jeunesse, Folio junior no 1246, coll. Drôles d'aventures, 2002  (ISBN 2-07-054778-7)
- Feu mystérieux en Australie Paris, Nathan, coll. C'est pas sorcier, 2007  (ISBN 978-2-09-187190-5)

### Récit
Sous le nom de Vincent Fleury.
- Je les revois, Paris, Publie.net, 2019  (ISBN 978-2-37177-573-2)